# Football Club Goa
FC Goa este un club din Goa, India.
Participă in Indian Super League.
În limba portugheză este cunoscut ca: Futebol Clube de Goa.

## Rivalități
- Mumbai City FC

## Jucători notabili
- Edu Bedia
- Carlos Pena
- Ferran Corominas
- Robert Pirès
- Brandon Fernandes